# Juan García Suárez
Juan García Suárez "El Corredera" (Telde, Gran Canaria, principios del siglo XX - Las Palmas de Gran Canaria, 19 de octubre de 1959) fue un opositor al franquismo español ejecutado con el método del garrote vil.

## Biografía
Nació en Telde, en el seno de una familia de modesta condición, por lo que con 12 años tuvo que empezar a trabajar como jornalero. 
Durante un tiempo no estuvo claro su pasado izquierdista, ni tan siquiera que luchara frente al Alzamiento del 18 de julio, por temor a represalias sus familiares negaron esa militancia. Si bien, ya es comúnmente conocido por la trayectoria y relatos posteriores que sí militó en la clandestinidad en el Partido Comunista y en el sindicato Sociedad de Trabajadores de Telde. En el juicio se le condenó a muerte por rebelión militar al acusarle de haber intentado atentar, en una emboscada en el túnel de "La Laja", contra Francisco Franco en 1936 para impedir que llegara a la bahía de Telde donde le aguardaba el hidroavión que le llevaría a Marruecos para comenzar el golpe de Estado. Fue llamado a filas (como tantos jóvenes de su época), rechazó su incorporación y fue declarado prófugo. Por eso tuvo que huir. Un conocido, quizá motivado por rencillas entre vecinos, propagó su vinculación izquierdista frente a los alzados. A la postre, esa condición de "comunista" interesó tanto a los que le buscaban por prófugo (lo cual justificaría el que pagara por su "crimen") como a los que lucharon contra los militares rebeldes. De esta manera, la huida venía a ser el germen de una realidad utilizada como propaganda antifranquista.
Durante la guerra, en 1939, huye de su Telde natal para poder huir, sin ser capturado, se disfrazó de mujer y se trasladó a la casa de su buen amigo Manuel Moreno Galindo quien le escondió en una cueva de su propiedad. Ahí trabaja con su nombre pero con mote figurado (Juan "el Nuestro") en unas naves conserveras de la firma Lloret y Linares (Las Palmas de Gran Canaria), en la zona del Rincón, barriada de Guanarteme. Tras diez años, hacia 1947, y creyendo olvidado el asunto, volvió a su pueblo. Allí supo que su familia había sido acosada por falangistas locales durante todo este tiempo para obligarles a delatar el paradero de Juan y que habían matado su hermano Pino y a su hermana. Permaneció un tiempo en semi-clandestinidad, hasta que un concejal del Ayuntamiento de Telde lo denuncia a la Guardia Municipal. El jefe de la escuadra municipal reavivó el acoso familiar, amenazando y practicando torturas a la madre, hermanas, mujer e hija de Juan, especialmente por las noches. También se unió en el acoso el Jefe Local de Falange, quien llegó a abofetear a la madre de Juan.
Se cuenta que, desde la calle, escuchaban los sollozos y los gritos de la familia cuando el Jefe de Escuadra, a modo de despedida, les daba culetazos en los pies. Las vecinas, conmovidas por el sufrimiento de la familia, se acercaban a la casa, una vez que la cuadrilla se había alejado, para llevarles algo de comer pues eran muy pobres y no había trabajo por culpa de la guerra. Además, la madre de Juan García apenas probaba bocado porque prefería dárselo a sus hijos y nietos.
Descubierto, fue denunciado a la Guardia Municipal de Telde con quienes sostiene un tiroteo (se dice que la pistola la había conseguido "El Corredera" por un trueque en sus años de trabajo en Las Palmas). Uno de los guardias municipales cae muerto. Juan huye. Con su huida se acaba de forjar el mito, y su nombre pasa a ser usado tanto por los perseguidores como por los grupos de resistencia comunista para sus respectivos fines propagandísticos. Ha de considerársele un luchador antifranquista. El Corredera se mantendrá escondido durante diez años en el interior de la isla de Gran Canaria. Finalmente, en 1958 es descubierto por la Guardia Civil y detenido.
En el juicio posterior resultó sentenciado a muerte a garrote vil. La sentencia produjo una movilización de distintos sectores de la sociedad canaria, incluido el obispo y algunas personalidades afines al régimen, pidiendo el indulto, pero fue en vano y Juan García Suárez "El Corredera" fue ejecutado el 19 de octubre de 1959 por Bernardo Sánchez Bascuñana, titular de la Audiencia de Sevilla.
La movilización de distintos sectores de la intelectualidad de izquierda, entre los que se encontraba el joven abogado Fernando Sagaseta, fue el germen de Canarias Libre.

## Obra literaria y audiovisual sobre El Corredera
El novelista grancanario Emilio González Déniz escribió su novela La mitad de un credo partiendo de la vida del Corredera, pero cambiando los nombres de los implicados y la toponimia utilizada.
La obra literaria más completa sobre este célebre personaje grancanario es El Corredera, aquel fugitivo de leyenda publicada en 1999 y reeditada en una edición especial en 2009, cuyo autor es el abogado canario Gustavo Socorro en la cual también se incluye la versión íntegra e inédita del Romance del Corredera de Pedro Lezcano, interpretado en los años 80 por el grupo folclórico Mestisay.
En 2010 se estrenó con notable éxito de crítica y público el largometraje documental El Corredera escrito y dirigido por Gustavo Socorro y que contó con la participación de destacadas personalidades como el hispanista británico Paul Preston, el escritor y periodista Alberto Vázquez-Figueroa o el fundador del sindicato Comisiones Obreras Marcelino Camacho.
El 18 de noviembre de 2016 se estrenó en el Teatro Cuyás de Las Palmas de Gran Canaria la obra Corredera, de Miguel Ángel Martínez, que había obtenido un accésit en el XVII Premio Internacional de Teatro de Autor Domingo Pérez Minik (2014).